# 不列颠哥伦比亚共产党
不列颠哥伦比亚共产党（英語：Communist Party of British Columbia）是加拿大共产党在不列颠哥伦比亚省的分支。该党成立于1924年。它的意识形态是共产主义、马克思列宁主义。它的政治立场是左翼。该党总部位于温哥华克拉克大道706号。该党的领袖是金保尔·卡里欧。